# ARC Antioquia (1933)
ARC Antioquia (D-01) – kolumbijski niszczyciel z dwudziestolecia międzywojennego, jeden z dwóch zakupionych przez Kolumbię portugalskich niszczycieli typu Douro. Budowany w stoczni Estaleiro Real de Lisboa w Lizbonie dla Marinha Portuguesa okręt miał otrzymać nazwę „Douro”, jednak jeszcze przed wodowaniem wraz z bliźniaczym „Tejo” został 23 marca 1933 roku zakupiony przez rząd Kolumbii w odpowiedzi na nabycie przez Peru dwóch estońskich niszczycieli („Lennuk” i „Wambola”). Niszczyciel, nazwany „Antioquia”, przybył do Kolumbii 14 maja 1934 roku, prawie rok po zakończeniu wojny kolumbijsko-peruwiańskiej, w której miał wziąć udział. Okręt, modernizowany podczas II wojny światowej i w latach 50. XX wieku, został skreślony z listy floty w 1961 roku.

## Projekt i budowa
ARC „Antioquia” (ex-„Douro”) był jednym z siedmiu niszczycieli typu Douro (po sprzedaży jednostki prototypowej zwanego w Portugalii typem Vouga). Projekt okrętu powstał w brytyjskiej stoczni Yarrow Shipbuilders, która, prócz dwóch jednostek, wyprodukowała też maszyny dla wszystkich niszczycieli. Stocznia wzorowała się na wprowadzonym do służby w 1927 roku brytyjskim niszczycielu HMS „Ambuscade”, lekko modyfikując uzbrojenie i przystosowując okręt do stawiania min morskich.
„Douro” budowany był w portugalskiej stoczni Estaleiro Real de Lisboa w Lizbonie. Niszczyciel został zamówiony dla Marinha Portuguesa na mocy kontraktu ze stocznią Yarrow Shipbuilders 12 czerwca 1931 roku. Podczas budowy, 27 marca 1933 roku został zakupiony (wraz z bliźniaczym „Tejo”) przez rząd Kolumbii, w odpowiedzi na nabycie przez Peru dwóch estońskich niszczycieli („Lennuk” i „Wambola”). Okręt został zwodowany 10 maja 1933 roku.

## Dane taktyczno–techniczne
„Antioquia” była średniej wielkości niszczycielem, z klasyczną dla niszczycieli okresu międzywojennego architekturą. Długość całkowita wynosiła 98,45 metra (93,57 m między pionami), szerokość 9,45 metra i zanurzenie 3,35 metra. Wyporność standardowa wynosiła 1219 ton, a pełna 1563 tony. Okręt napędzany był przez dwa zestawy turbin parowych systemu Parsonsa z przekładniami Curtissa o łącznej mocy 33 000 koni mechanicznych (KM), do których parę (o ciśnieniu 28 at) dostarczały trzy kotły Yarrow. Dwuśrubowy układ napędowy pozwalał osiągnąć prędkość 36 węzłów. Okręt zabierał 292 tony mazutu, co zapewniało zasięg maksymalny 5400 mil morskich przy prędkości ekonomicznej 15 węzłów.
Okręt był uzbrojony w cztery pojedyncze działa kal. 120 mm (4,7 cala) Vickers Mark G L/50 z amunicją rozdzielnego ładowania (jedno na pokładzie dziobowym, jedno w superpozycji na nadbudówce dziobowej, jedno na pokładzie rufowym i jedno na nadbudówce rufowej, także w superpozycji) oraz trzy pojedyncze dwufuntowe działka przeciwlotnicze Vickers kal. 40 mm Mark II L/39. Uzbrojenie uzupełniały dwa poczwórne aparaty torpedowe kal. 533 mm (21 cali), dwa miotacze bomb głębinowych z zapasem 12 bomb oraz 20 min morskich. 
Załoga okrętu składała się ze 147 oficerów, podoficerów i marynarzy.

## Przebieg służby
Przyjęta do służby w Marynarce Kolumbii w lutym 1934 roku „Antioquia”, z brytyjską załogą stoczniową, udała się w rejs do Kolumbii, gdzie przybyła 14 maja 1934 roku. Niszczyciel nie zdążył wziąć udziału w wojnie kolumbijsko-peruwiańskiej, gdyż ta zakończyła się prawie rok przed przybyciem okrętu.
W latach 1942–1945 dokonano wzmocnienia uzbrojenia przeciwlotniczego okrętu, montując dwa pojedyncze działka Oerlikon 20 mm Mark 4 L/70. Kolejnej modernizacji uzbrojenia okrętu dokonano w latach 1952–1953: usunięto 4 działa 120 mm, 3 działka 40 mm, 2 działka 20 mm i jeden poczwórny aparat torpedowy, montując w zamian dwa uniwersalne działa 127 mm Mark 30 L/38 (2 x I), sześć pojedynczych działek przeciwlotniczych Bofors Mark 3 L/60, miotacz Hedgehog Mark 11 oraz cztery miotacze bomb głębinowych.
Okręt został wycofany ze służby w 1961 roku.